# Коптєв Михайло Іванович
Михайло Іванович Коптєв (* 31 серпня 1922 — 14 листопада 1996) — радянський офіцер, Герой Радянського Союзу (1945). У роки німецько-радянської війни — військовий льотчик — командир ланки 144-го гвардійського штурмового авіаційного полку (9-а гвардійська штурмова авіаційна дивізія, 2-а повітряна армія, 1-й Український фронт). Після війни продовжував службу у військово-політичному управлінні та на викладацькій діяльності.

## Біографія
Народився 31 серпня 1922 року в селі Акулово (зараз Даниловського району Ярославської області РФ) у селянській родині. Росіянин. Вчився у технікумі в Ярославлі.
З 1940 року у РСЧА. У 1941 році закінчив Енгельську військову авіаційну школу пілотів, в 1943 році Краснодарське об'єднане військове авіаційне училище.
На фронтах німецько-радянської війни з листопада 1943 року. Командир ланки 144-го гвардійського штурмового авіаційного полку (9-а гвардійська штурмова авіаційна дивізія, 2-а повітряна армія, 1-й Український фронт) гвардії лейтенант Коптєв М.І. до березня 1945 року здійснив 158 бойових вильотів на розвідку і штурм скупчень військ противника, у 23 повітряних боях особисто збив 2 і у групі 3 ворожі літаки.
27 червня 1945 року гвардії лейтенанту М.І.Коптєву присвоєно звання Героя Радянського Союзу.
У 1946 році демобілізований з лав Військово-повітряних Сил через підірване за час війни здоров'я. Закінчив Ярославську обласну партійну школу і до 1948 року працював завідувачем військовим відділом Ростовського міськкому партії. З 1949 року працював інструктором оргбюро Ярославського ДТСААФ, потім - інструктором промислово - транспортного відділу при Кіровському райкомі партії.
У лютому 1952 року відбулося рішення Політбюро ЦК ВКП (б) про призов в армію партійних і комсомольських працівників у зв'язку з введенням інституту замполітів військових підрозділів. М.І.Коптєву знову було присвоєно військове звання «Старший лейтенант» після чого відправлений в Заполяр'я, до складу ВМФ Північного флоту. В 1959 році закінчив Військово-політичну академію. Служив в Головному політуправлінні старшим інспектором по авіації ВМФ.
У 1960 році, в зв'язку з скороченням Збройних Сил, переведений в ракетні війська, пізніше направлений викладачем в Київське училище, де відпрацював 4 роки, до його ліквідації. Потім направлений секретарем парткому факультету в Вище артилерійське інженерне училище.
З 1974 року полковник Коптєв М.І. у відставці. Жив у Києві. У 1986 році повернувся на батьківщину. Помер 14 листопада 1996 року. Похований на кладовищі міста Данилова.